# Regaliano
Cornélio Públio Caio Regaliano (em latim: Cornelius Publius Gaius Regalianus), melhor conhecido apenas como Regaliano e citado como Regiliano por Sexto Aurélio Vítor e Trebeliano por Eutrópio, foi um oficial e então usurpador do século III contra o imperador Galiano (r. 253–268), um dos Trinta Tiranos da História Augusta. De origem dácia, serviu no exército sob Valeriano, mas em 260, logo depois da derrota do usurpador Ingênuo, também se rebelou. A História Augusta afirma que sua revolta ocorreu imediatamente após a revolta de Ingênuo, com os sobreviventes da recém-debelada revolta se reunindo em torno de Regaliano para continuar o projeto. A revolta, no entanto, foi debelada por um complô arquitetado pelos próprios provinciais sujeitos a ele e os sármatas roxolanos.

## Nome
Esse oficial aparece na documentação sob os nomes Cornélio Públio Caio Regaliano, Regiliano (segundo Aurélio Victor) e Trebeliano (segundo Eutrópio). Segundo os historiadores modernos, seu nome provavelmente era Regaliano, como é atestável por suas moedas, e tanto Regiliano como Trebeliano são meros equívocos, o primeiro apenas um erro ortográfico, e o segundo uma confusão entre ele (uma personagem histórica) e Trebeliano (outro suposto tirano, hoje considerado como fictício).

## Vida

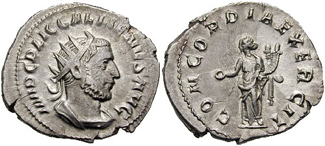
Antoniniano de Galiano r.

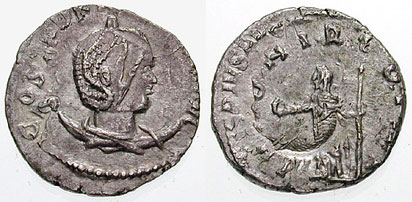
Antoniniano de Sulpícia Driantila

Regaliano é conhecido sobretudo a partir do relato da História Augusta, cuja fiabilidade é constantemente questionada pela literatura moderna. Se removidas as certezas espúrias da História Augusta, pouco se sabe sobre ele na tradição literária, sobretudo porque as principais fontes narrativas (Sexto Aurélio Vítor e Eutrópio) são sumários. A História Augusta declara que tinha uma origem na Dácia e que descendia de Decébalo (r. 87–106), o rei dácio morto nas campanhas de Trajano (r. 98–117); a historiografia descarta isso. Ele provavelmente possuía estatuto senatorial, como seu suposto casamento com Sulpícia Driantila implica, e iniciou sua carreira no exército por nomeação do imperador Valeriano (r. 253–260); a História Augusta implica que foi duque na Ilíria.
Em 260, após a derrota e captura de Valeriano pelo Império Sassânida, vários usurpadores apareceram esperando conseguir depor seu coimperador Galiano (r. 253–268), um deles sendo Ingênuo na Panônia. É possível, embora não exista informação que confirme, que Regaliano foi um dos homens de Auréolo que ajudaram a abatê-lo. A História Augusta e Aurélio Victor dizem que sobrevivos da rebelião de Ingênuo foram reunidos por Regaliano, que retomou a revolta na Panônia com apoio de legiões da Mésia. Algumas anedotas sobre ele sobreviveram na História Augusta: afirma-se, por exemplo, que foi elevado ao trono por causa de seu nome ("do rei" ou "real" literalmente) e que somente após saberem disso que os soldados o aclamaram imperador.
Seja como for, a literatura moderna não só rejeita a possibilidade de Regaliano estar envolvido na debelada revolta de Ingênuo, como obras mais antigas pontuaram seguindo a leitura da História Augusta, como reitera que houve um hiato entre essas usurpações. Além disso, diferente de Ingênuo, Regaliano emitiu moedas a partir de uma casa da moeda por ele instalada rapidamente em Carnunto. As moedas são encontradas sobretudo em torno de Carnunto e Vindobona, no Danúbio Superior, indicando que a revolta não teve muito alcance geográfico, nem deve ter durado muito; John Bray sugeriu uma duração de aproximados seis meses.
Sua revolta coincide com a partida de Galiano à Itália para lidar com uma invasão dos alamanos, o que deixou um vácuo de poder nas províncias do Danúbio num momento de forte pressão germânica. Para reforçar sua posição, Driantila foi elevada a augusta e moedas foram cunhadas. A História Augusta afirma que ele não foi derrotado por Galiano, mas por um complô de seus súditos e os sármatas roxolanos, depois de sua breve luta com eles. Segundo William Leadbetter, Regaliano prestou um valioso serviço a Galiano ao fornecer foco de oposição às tribos invasoras, dando tempo ao imperador para que se concentrasse na ameaça alamana imediata. Porém, ao fazê-lo, desagradou os provinciais que perceberam que estava colocando sua segurança em risco e decidiram matá-lo.

## Numismática

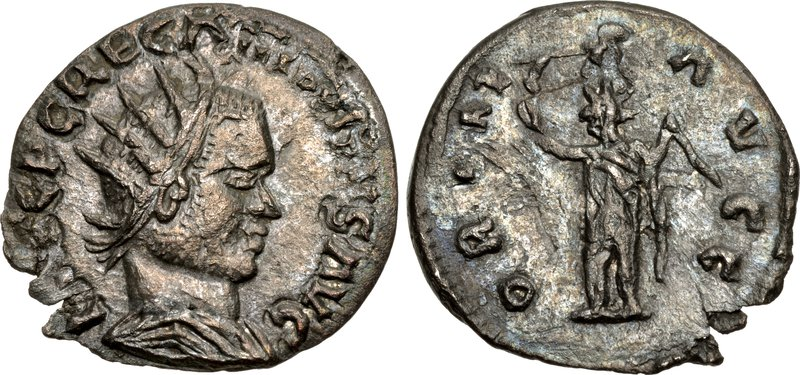
Antoniniano de Regaliano

Os antoninianos (denários duplos) cunhados por Regaliano foram produzidos com matrizes de qualidade muito baixa e são sobretudo denários duplos e denários retirados de circulação de imperadores como Sétimo Severo (r. 193–211), Alexandre Severo (r. 222–235) e Maximino Trácio (r. 235–238).